# Gary (Dakota del Sud)
Gary è un centro abitato (city) degli Stati Uniti d'America, situato nella contea di Deuel nello Stato del Dakota del Sud. La popolazione era di 227 persone al censimento del 2010.

## Storia
Un ufficio postale chiamato Gary era stato istituito nel 1874. Gary era intrecciata dalla ferrovia nel 1877. Il nome della città è un omaggio a H. B. Gary, un funzionario postale. Inizialmente la città si chiamava State Line.

## Geografia fisica
Gary è situata a 44°47′35″N 96°27′27″W (44.793178, -96.457569).
Secondo lo United States Census Bureau, ha un'area totale di 0,69 miglia quadrate (1,79 km²).

## Società

### Evoluzione demografica
Secondo il censimento del 2010, c'erano 227 persone.

### Etnie e minoranze straniere
Secondo il censimento del 2010, la composizione etnica della città era formata dal 96,9% di bianchi, lo 0,9% di afroamericani, l'1,8% di nativi americani, e lo 0,4% di due o più etnie. Ispanici o latinos di qualunque etnia erano l'1,3% della popolazione.